# 広州地下鉄1号線
広州地下鉄1号線（こうしゅうちかてつ1ごうせん、中文表記: 广州地铁1号线、英文表記: Guangzhou Metro Line 1）は、中華人民共和国広東省広州市天河区の広州東駅から茘湾区の西塱駅までを結ぶ広州地下鉄の路線。広州地鉄集団有限公司が運営する。ラインカラーは■黄色。路線距離18.497キロ、南北－東西方向で16駅、1車両基地がある。6両編成のA型列車を使用している。1号線は広州初の地下鉄路線である。

## 概要
1号線は南北－東西方向で、全長18.497キロ、そのうち地面線路2.048キロ、地下線路16.449キロ。茘湾区の地面駅である西塱駅から、花地大道を沿って北へ進み、芳村駅の北で珠江を地底を渡り、さらに北へ進む。陳家祠で東に向かい、中山七路から中山一路までを沿って一直線に進む。広州大道を通ると天河区に入り、天河スポーツセンターの南西で北に向かい、広州駅に至る。
運転指令所は公園前駅の地上にある公園前コントロールセンター。該当運転指令所は1号線、2号線、8号線（旧2号線）の指令業務を行っている。
1号線は西塱 - 坑口間線路の西側にあるにある西塱車両基地を使用している。

## 沿革

### 計画

1987年案の「十字線網」構想

- 1987年 - フランスの投資を導入し旧1号線の構想は検討され始めた。

当初の計画は現1号線と旧2号線が並立していた「十字線網」構想であった。形は現在の1号線と大いに違いはないが、いくつかの駅について調整・増減があった。
その後政治的理由でドイツの投資を導入するように変更し、車両もアドトランツ＝シーメンスモジューラ（A1型）列車を使用するようになった。

### 建設
- 1993年12月28日 - 建設工事着工。

青木建設を含め多数の請負工事業者により建造。
工事中の道路拡築により中山路沿線大量の騎楼が取り壊され、中山六路一帯の騎楼のみ伝統的な風景が残されている。
建造は66か月をかけ、1キロ6.629億元、総計122.616億元を投資。
芳村 - 黄沙間は珠江隧道と併設建造。
- 1997年4月18日 - 1号線各駅が工事完了。
- 1997年10月3日 - 1号線全線トンネル工事完了。
- 1998年9月30日 - 走行試験・軌道検測に成功。[5]

### 運営

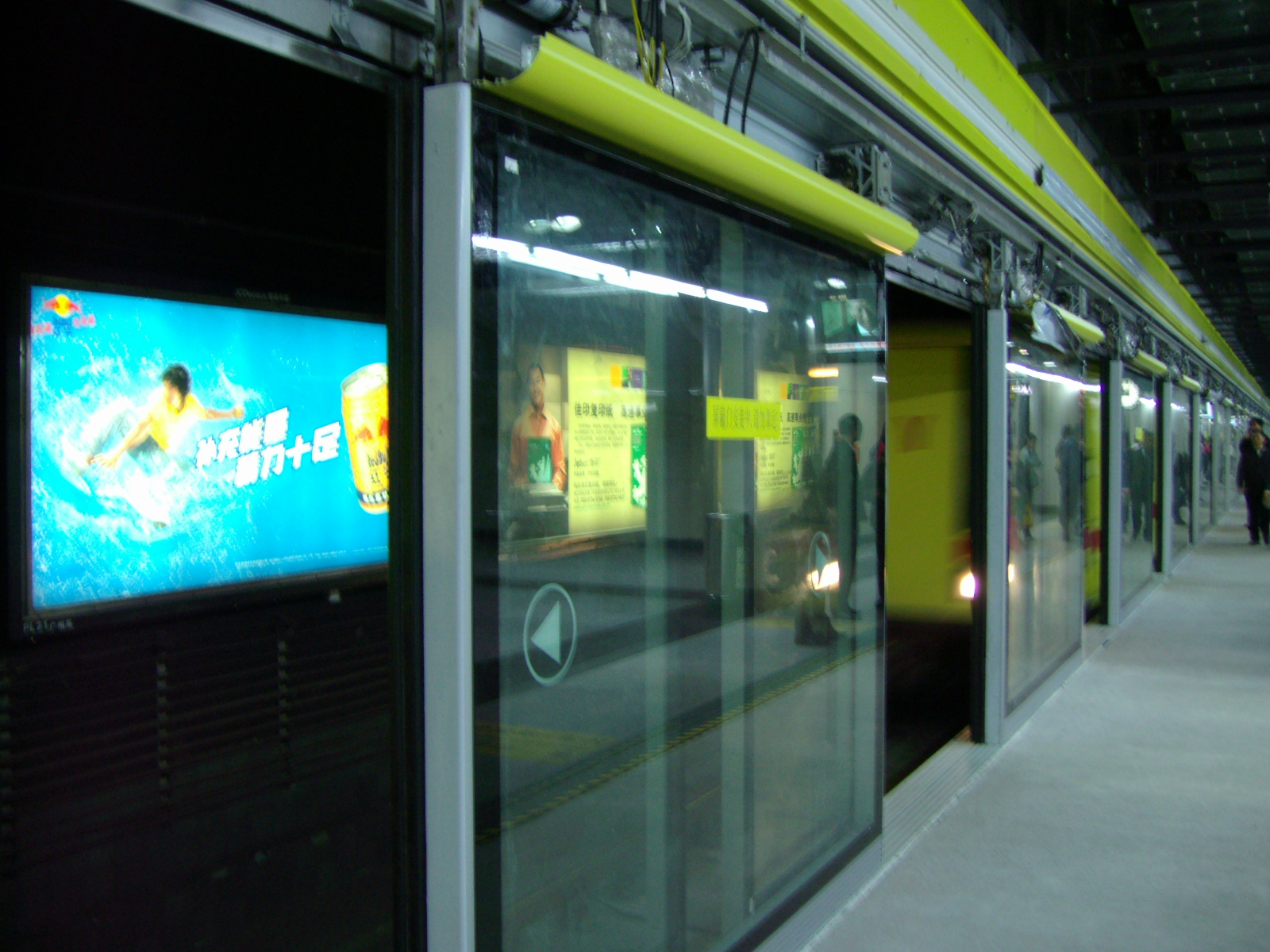
ホームドア増設中のホーム

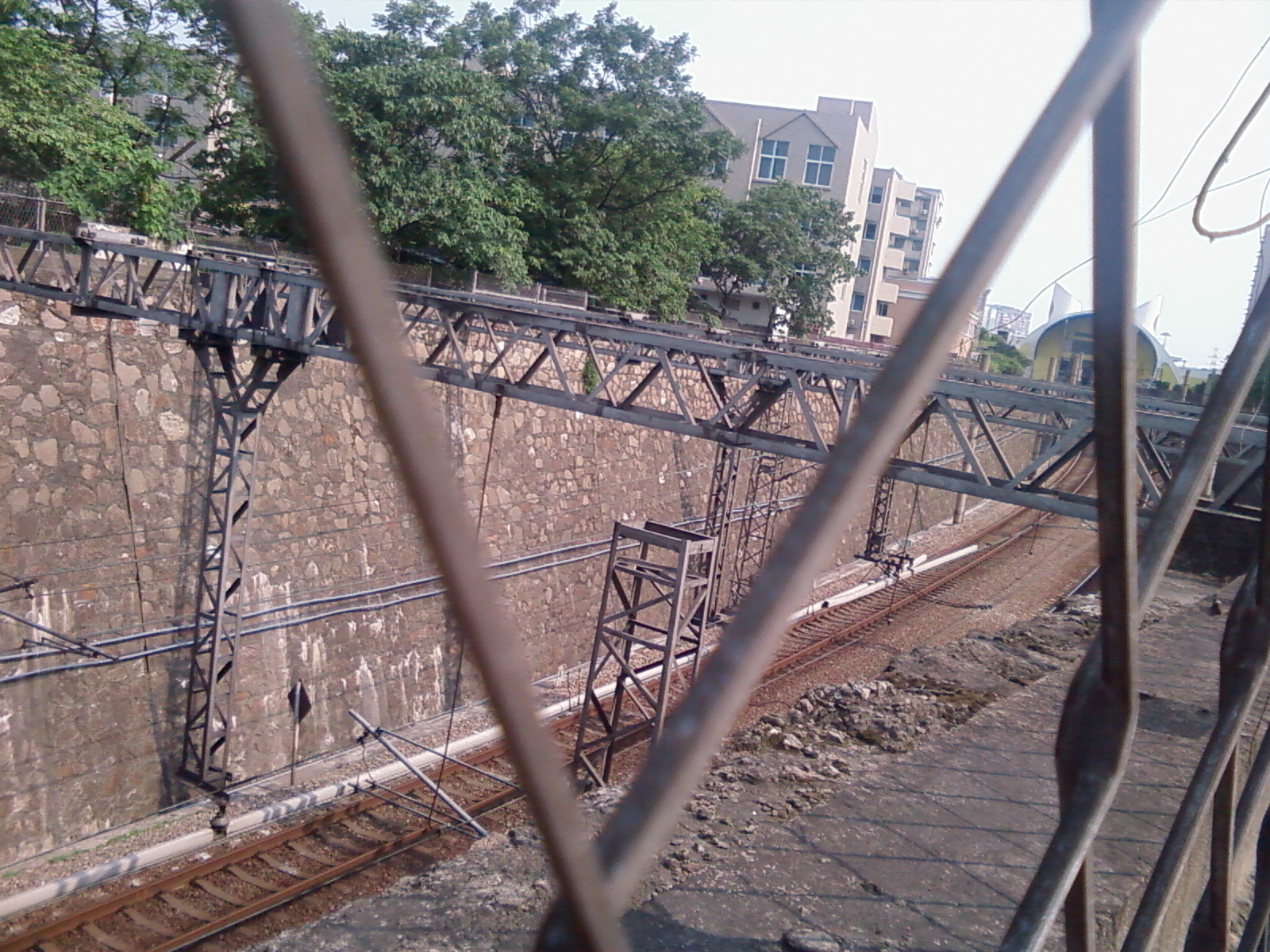
坑口駅北側にある剛体架線式実験線路

- 1997年6月28日 - 西塱 - 黄沙間で開業。運賃は全線で片道5元、30分間隔での運転だった。[6]
- 1999年2月16日 - 黄沙 - 広州東駅間で開業[7]。
- 1999年6月28日 全線が正式に開通し、公園前駅で開通式が挙行される[7][5]。
- 1997年から2004年4月 - 坑口 - 花地湾間に、集電装置をカテナリー吊架式から剛体架線式に改装実験[8]。
- 2004年4月 - ホームドアと可動式ホーム柵の設置工事を増設決定[9][10][11]。
- 2006年 - ホームドアと可動式ホーム柵の設置工事を随時開始。年末に黄沙駅で初めてホームドアが導入される[12]。

既有路線でのホームドア・ホーム柵増設は中国本土で初。
- 2005年から2007年 - 剛体架線式への集電装置改装工事を実施[13][14][15]。
- 2007年8月8日 - 架空電車線断線事故が発生、運転を見合わせる[16]。
- 2008年12月 - 芳村駅でホームドアの使用を開始。これにより、花地湾駅を除く広州地下鉄の全地下駅でホームドアが導入される。
- 2009年3月2日 - 花地湾駅で可動式ホーム柵の使用を開始。
- 2009年7月22日 - 西塱駅で可動式ホーム柵の使用を開始。これにより、広州地下鉄全駅でホームドアまたは可動式ホーム柵が導入される。[17]
- 2011年3月18日 - ホームドア・ホーム柵増設完了により、駅ホームに入る時警笛を鳴らすルールが廃止。
- 2011年5月6日 - 1号線の駅内装修繕工事に市民が反対。従来のデザインが壊される懸念が持たれたことによる[18][19]。
- 2017年 - 駅内装デザインを変更しない前提で修繕工事を再開。
- 2017年6月28日 - 平日の朝夕ラッシュ時に女性優先車両を導入。広州東駅行きの最後尾車両と西朗行きの先頭車両に設定[20][21]。
- 2022年3月から4月 - シーメンス鉄道信号システムをバージョンアップ[22][23]。
- 2022年1月13日 - 西塱駅の改築工事開始[24]。

## 駅一覧

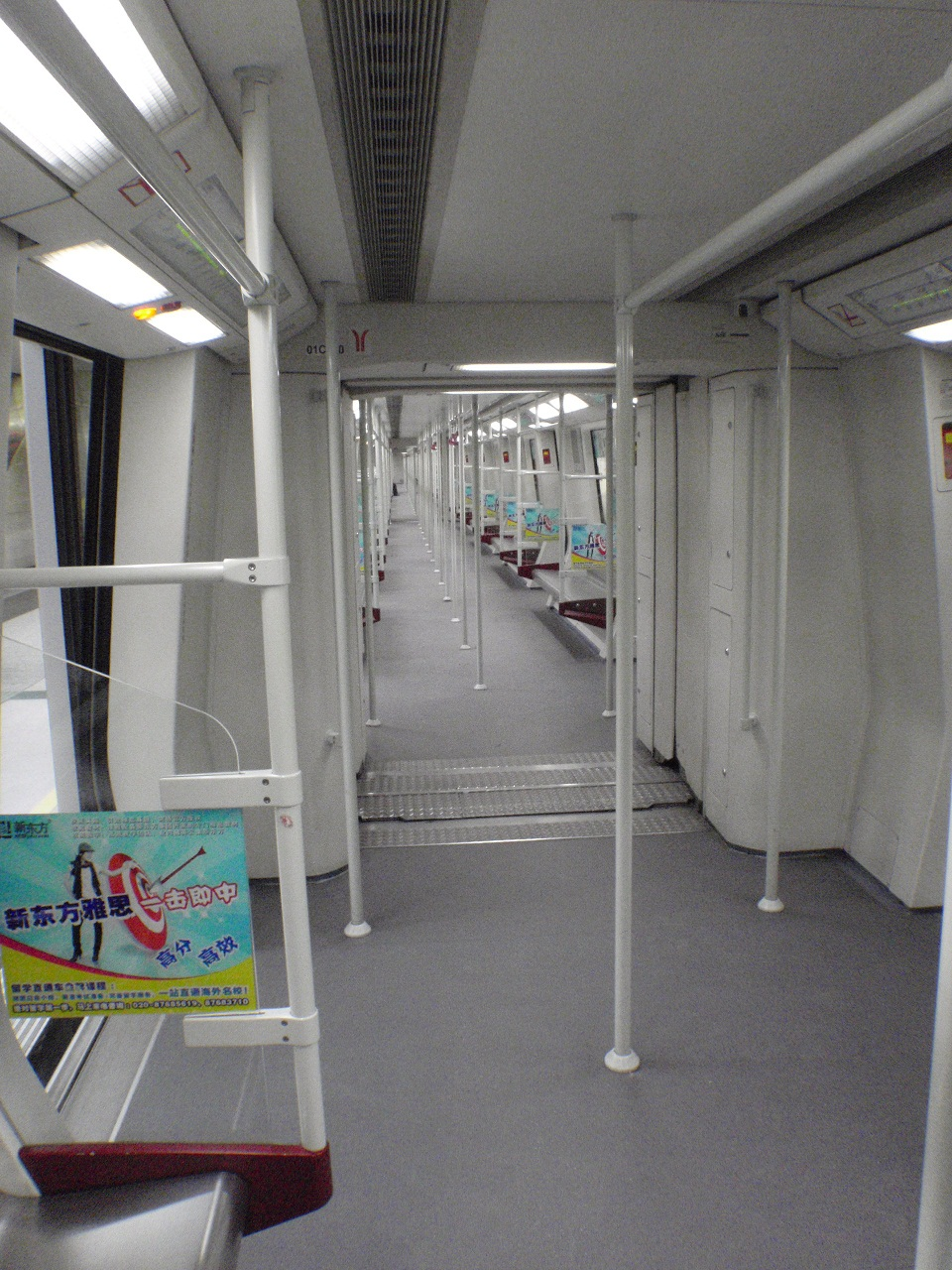
車内

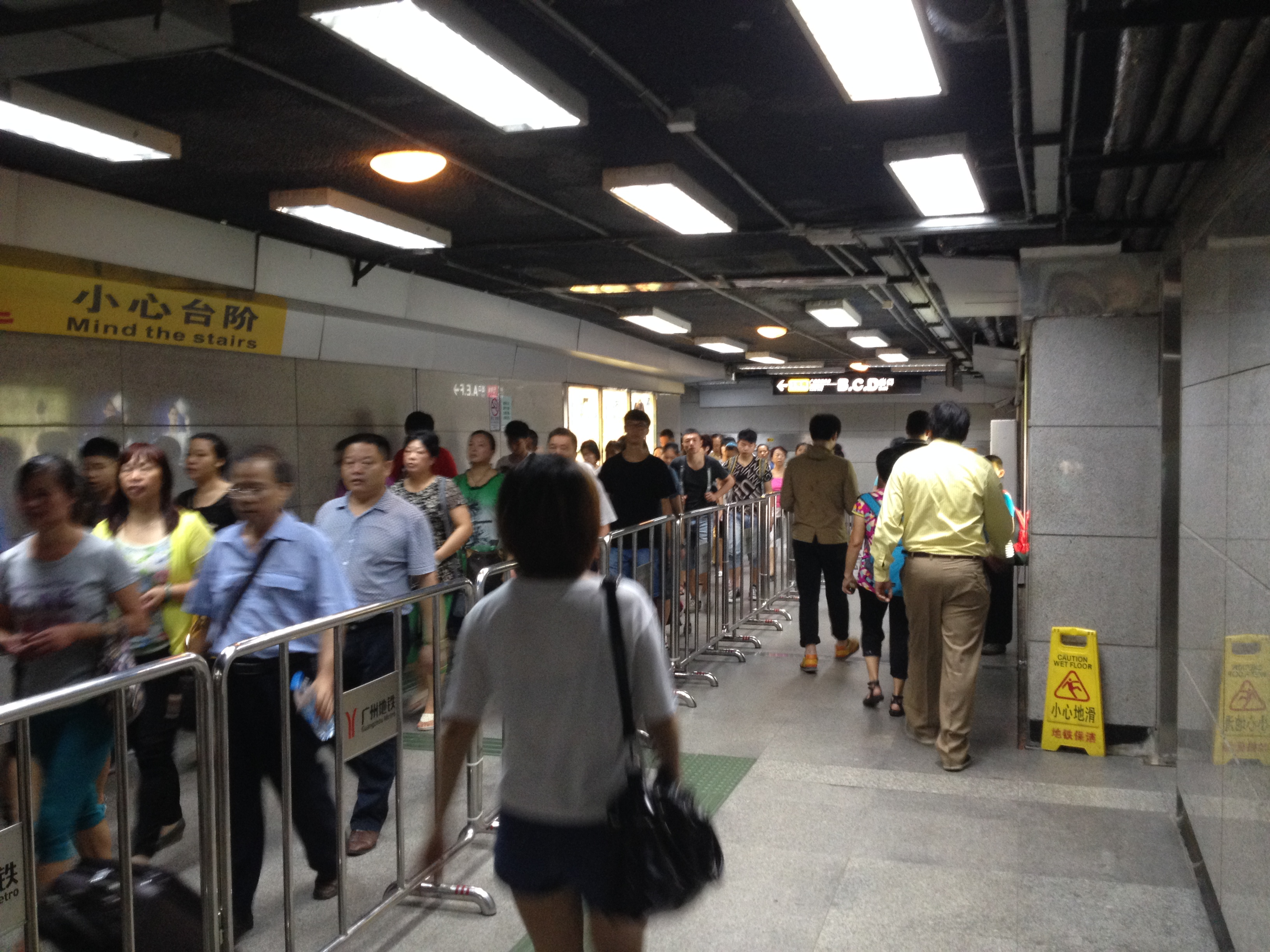
楊箕駅の乗換通路

1号線は16の駅が設けられており、その中で地上駅が2駅、地下駅が14駅ある。
| 駅番号 | 駅名       | 駅名         | 駅名                           | 駅間 キロ | 営業 キロ | 接続路線・備考                                                                                         | 所在地       | 所在地 |
| 駅番号 | 日本語     | 簡体字中国語 | 英語                           | 駅間 キロ | 営業 キロ | 接続路線・備考                                                                                         | 所在地       | 所在地 |
| ------ | ---------- | ------------ | ------------------------------ | --------- | --------- | --- | ------------ | ------ |
| 116    | 広州東駅   | 广州东站     | Guangzhou East Railway Station | 1.96      | 18.52     | ■3号線 318 ■11号線（当分の間は当駅を通過） ■18号線（未開業） 中国国鉄 広州東駅 穂深都市間鉄道 広州東駅 | 広東省広州市 | 天河区 |
| 115    | 体育中心駅 | 体育中心站   | Tianhe Sports Center           | 1.04      | 16.56     | | 広東省広州市 | 天河区 |
| 114    | 体育西路駅 | 体育西路站   | Tiyu Xilu                      | 1.36      | 15.52     | ■3号線 311 ■APM線 天河南駅 APM07 ■10号線 天河路駅（未開業） ■13号線 花城広場北駅（未開業）             | 広東省広州市 | 天河区 |
| 113    | 楊箕駅     | 杨箕站       | Yangji                         | 1.41      | 14.16     | ■5号線 511                                                                                             | 広東省広州市 | 越秀区 |
| 112    | 東山口駅   | 东山口站     | Dongshankou                    | 1.07      | 12.75     | ■6号線 614 ■10号線 署前路駅（未開業）                                                                  | 広東省広州市 | 越秀区 |
| 111    | 烈士陵園駅 | 烈士陵园站   | Martyrs' Park                  | 1.08      | 11.68     | ■12号線（未開業）                                                                                      | 広東省広州市 | 越秀区 |
| 110    | 農講所駅   | 农讲所站     | Peasant Movement Institute     | 1.17      | 10.60     | | 広東省広州市 | 越秀区 |
| 109    | 公園前駅   | 公园前站     | Gongyuanqian                   | 1.02      | 9.43      | ■2号線 213                                                                                             | 広東省広州市 | 越秀区 |
| 108    | 西門口駅   | 西门口站     | Ximenkou                       | 1.01      | 8.41      | | 広東省広州市 | 越秀区 |
| 107    | 陳家祠駅   | 陈家祠站     | Chen Clan Academy              | 1.16      | 7.40      | ■8号線 812                                                                                             | 広東省広州市 | 茘湾区 |
| 106    | 長寿路駅   | 长寿路站     | Changshou Lu                   | 0.77      | 6.24      | | 広東省広州市 | 茘湾区 |
| 105    | 黄沙駅     | 黄沙站       | Huangsha                       | 1.45      | 5.47      | ■6号線 607                                                                                             | 広東省広州市 | 茘湾区 |
| 104    | 芳村駅     | 芳村站       | Fangcun                        | 1.35      | 4.02      | ■11号線1120 ■22号線（未開業） ■28号線（未開業）                                                        | 広東省広州市 | 茘湾区 |
| 103    | 花地湾駅   | 花地湾站     | Huadiwan                       | 1.03      | 2.67      | | 広東省広州市 | 茘湾区 |
| 102    | 坑口駅     | 坑口站       | Kengkou                        | 1.64      | 1.64      | | 広東省広州市 | 茘湾区 |
| 101    | 西塱駅     | 西塱站       | Xilang                         | 0.00      | 0.00      | ■広仏線 GF18 ■10号線1001 ■22号線（未開業）                                                             | 広東省広州市 | 茘湾区 |

## 運行形態
1号線は全列車が通し運転を行っており、全列車が西塱駅と広州東駅の間で折り返し各駅停車。
運行時間は2017年11月の時点で、西塱駅を出発する初電は午前6時で、終電は夜10時55分である。広州東駅を出発する初電は午前6時10分で、終電は夜11時30分である。
|        |              | 時間帯                             | 運転間隔 |
| ------ | ------------ | ---------------------------------- | -------- |
| 平日   | 朝夕ラッシュ | 6:30-9:00，16:00-19:30             | 2分48秒  |
| 平日   | 日中等       | 6:00-6:30、9:00-16:00、19:30-21:00 | 4分      |
| 平日   | 深夜         | 21:00-22:55                        | 6分50秒  |
| 土休日 | 日中（午後） | 13:00-18:30                        | 3分      |
| 土休日 | 日中（午前） | 8:30-13:00                         | 3分30秒  |
| 土休日 | 朝・夜       | 7:30-8:30，18:30-21:00             | 4分      |
| 土休日 | 早朝・深夜   | 6:00-7:30、21:00-22:55             | 6分30秒  |

## 利用状況
1号線は広州市内初の地下鉄路線として、芳村・珠江北岸の旧市街および天河区西部のニュータウンを結び、旧市街各中心部、芳村バスターミナル、広州東駅などの交通の要衝、公園前、烈士陵園、体育西路などの商業地域および多くの住宅地域を通過する。なお、広仏地下鉄開業後、広仏線が西塱に乗り入れ、広仏線 - 1号線間で広仏両市を往来する乗客が激増するため、1号線は広州の一大動脈となり、大量の乗客が訪れる。
2020年、1号線の1日1キロ平均乗降者数は3.6万人で、例年通り中国本土都市軌道交通のトップを占めた。
2021年、1号線の1日平均乗降者数は75.90万人で、広州市内では3号線、2号線、5号線に次ぐ4位であった。

## 使用車両
| 内部型番 | 製造所                   | 編成                      | 制造時間  | 列車数 |
| -------- | ------------------------ | ------------------------- | --------- | ------ |
| A1       | アドトランツ＝シーメンス | 6A（Tcp+M1+M2+M2+M1+Tcp） | 1996-1997 | 21列   |
| A2       | 長客＝ボンバルディア     | 6A（Tc+Mp+M+M+Mp+Tc）     | 2002-2005 | 11列   |
| A3       | 長客＝ボンバルディア     | 6A（Tc+Mp+M+M+Mp+Tc）     | 2006      | 8列    |

1号線はすべて6両編成のA型列車を使用する。最高時速80 km/hで、VVVF交流伝動、設計使用時間30年。
開業から2006年、ドイツ輸入のアドトランツ＝シーメンスモジューラ列車（A1型）21列のみ使用していた。2006年から、長客＝ボンバルディアMovia 456列車（A3型）7列を導入。2012年から、2号線で使用されていたA3型列車を1号線および8号線に転用。
A2型ではドアの上に赤いLED走字スクリーンと路線図、A3型では折れ線LED路線図が設けられている。A1型は旧型列車のため運行情報システムは設けられていない。

## 今後の発展
現在1号線について新たな延伸計画はない。
- 2016年 - 「仏山市国民経済和社会発展第十三個五年規劃綱要（徴求意見稿）」が発表。

仏山市は1号線を仏山市内の三山新城まで延伸させ仏山地下鉄路線に接続するよう積極的に促進したが、当時西塱駅に延伸するための条件はないため取りやめられた。
その後、仏山11号線が三山新城を経由し広州10号線・11号線に接続する案となった。
- 2022年1月13日 - 西塱駅の改築工事開始。

改築により、1号線ホームおよび西塱車両基地は地下に移り、そして10号線、22号線の地下ホームが新築。
地面はTOD開発により商業総合施設と公園を建設する予定。